# 일리노이 대학교 어배너-섐페인
일리노이 대학교 어배너-섐페인(영어: University of Illinois at Urbana-Champaign, 약칭 UIUC)은 1867년 설립 된 미국 일리노이주에 있는 미국의 공립 대학으로, "퍼블릭 아이비리그"의 일원이며 2024년에는 Forbes에서 "New Ivy league"로 선정된 명문 대학이다. 또한, Big 10 Conference의 초기 멤버이기도 하며 일리노이 주의 플래그십 주립대학이다. 특히, 공대와 경영대가 유명하며 CS(전미 5위)와 회계학(전미 2위)을 비롯하여 많은 전공이 최상위권에 자리잡고 있다. 일리노이 대학교는 미국 대학 협회의 회원에 속하여, 연구 활동의 평가 기준에서 "카네기 고등 교육 기관 분류"에 따라 R1 박사 과정 연구 대학으로 분류된다.

## 학과 및 구성

### 문리대학 (College of Liberal Arts and Sciences)
일리노이 대학교 어배너-섐페인에서 가장 최초로 설립 된 유구한 역사를 자랑하는 단과대학이다. 줄여서 LAS라고 부른다. 인문사회과학대학과 자연과학대학을 합쳐놓은 곳이다. 인류학, 사학, 정치학, 경제학, 심리학, 수학, 화학, 물리학, 통계학 등 다양한 전공을 제공한다.

### 경영대학 (Gies College of Business)
경영학, 회계학, 마케팅학, 재무학, 보험 및 위기관리학 등의 전공을 제공한다. 경영대학은 전미 10위권의 명성이 있으며 특히 회계학은 US News Ranking 기준으로 전미 2위에 랭크되어있다.

### 공과대학 (Grainger College of Engineering)
기계공학, 전기전자공학, 환경공학, 토목공학, 재료공학, 항공우주공학, 컴퓨터공학, 컴퓨터과학 등의 전공을 제공한다. 흔히 일리노이 공대라고 칭할때는 이 대학의 공과대학을 의미하는 경우가 많다.

### 미디어대학 (College of Media)
광고학, 언론학, 영화미디어학 등의 전공을 제공한다. 이 중 광고학과 언론학은 석사학위 취득도 가능하다. 광고학과는 전미에서 최초로 설립된 학과로서 1959년에 개설되었다. 매년마다 수많은 광고대행사들이 연수를 오는 곳이다.

### 정보대학 (School of Information Sciences)
흔히 iSchool이라고 불리우며, 정보대학 대학원 과정은 전미 1위를 사수하고 있다. 학부과정은 신설된지 얼마 되지 않았으며, Information Science 학위를 수여한다.

이외에도 농대, 교육대 등 다양한 단과대학들이 존재하며, 로스쿨과 메디컬스쿨도 있다.

## 입시
일리노이 대학교 어배너-섐페인에 입학하는 신입생들은 평균적(Middle 50%)으로 3.70-4.00 GPA를 유지한다. ACT 점수는 31-34점 사이에 분포해 있으며 SAT 점수는 1400-1530점 사이에 분포하고 있다. TOEFL 점수는 IBT기준으로 평균 105-112점을 제출한다. 이런 신입생 Profil은 학교 전체의 50% 중간값으로 공대와 경영대와 같이 선별적인 전공들의 Profil은 훨씬 높다. 합격률은 2023년 기준으로 공대 22.3%, CS 7.5%, 경영대 24.2%이며 해가 지날수록 점점 더 치열해지고 있는 추세이다. 미국 대학교 중 한국 유학생들에게 특히 인기가 많은 대학이다.

## 평가 및 현황
공대 뿐만 아니라 컴퓨터과학,  회계학, 경영학, 경제학, 교육학, 건축학, 정치학, 수학, 물리학, 통계학, 심리학, 보험 및 위기관리학 또한 각 분야별 랭킹에서 미국 탑 10위 안에 들 만큼 명성 높고 잘 알려져 있다. 2024 타임즈 기준 전 세계 42위를 기록했다. 같은해에 62위를 기록한 서울대와 비교했을 때 UIUC의 높은 수준을 알 수 있다. 또한 2024년 U.S. News & World Report 미국대학 랭킹에서 35위를 기록하며 꾸준한 상승세를 보이고 있다. 2024년 Wall Street Journal/Times Higher Education이 발표한 미국대학 랭킹에서 전미 35위를 기록하였다. 2024년 Wall Street Journal/Times Higher Education이 발표한 세계대학 랭킹에서 42위를 기록하였다. Wall Street Journal에 의하면 졸업 후 취업에 있어서도 미국 내 최고의 대학으로 평가받으며, Top 25 Recruiters Picks 중 하나로 선정되었다.
최상위권 학부와 함께 전미 탑5 이내의 최상위권 대학원 과정으로 유명한데, 세부적으로는 응집물질 물리와 문헌정보학이 미국 내 1위, 토목공학 2위, 재료공학, 컴퓨터공학(ECE), 환경학 그리고 회계학은 3위, 전자공학(ECE) 4위, 기계공학 및 컴퓨터과학(CS) 5위, 원자력공학 및 농학 7위를 자랑하며 그 외에도 수많은 유명한 탑10 내의 프로그램들을 가지고 있다. 2007년 기준 이 학교의 연구개발비는 5억 6백만 달러 이상으로 미국의 3천여 개 대학중 18번째 위치를 차지하고 있다.
세계 최초의 웹브라우저 모자이크가 개발된 미국 국립 슈퍼컴퓨터 응용 연구소 (NCSA), 벡만 첨단 과학기술 연구소 (Beckman Institute for Advanced Science and Technology)이 위치하고 있다. 그외 학교 부설 각종 연구소와 센터는 80개에 달하며, 하버드 대학 다음으로 미국에서 두 번째로 큰 대학도서관 시스템을 구축하고있다. 지금까지 노벨 수상자 30명, 퓰리처상 수상자 25명을 배출했으며 포츈 잡지가 선정한 미국의 500대 기업 중 20여개 기업의 최고 경영자가 이 대학 출신이다. 대학이 갖고 있는 특허만도 320개가 넘는다. 특히 학교 내 위치한 그레인저 도서관 (Grainger Engineering Library)은 미국에서 가장 큰 공학 도서관이다.

## 캠퍼스

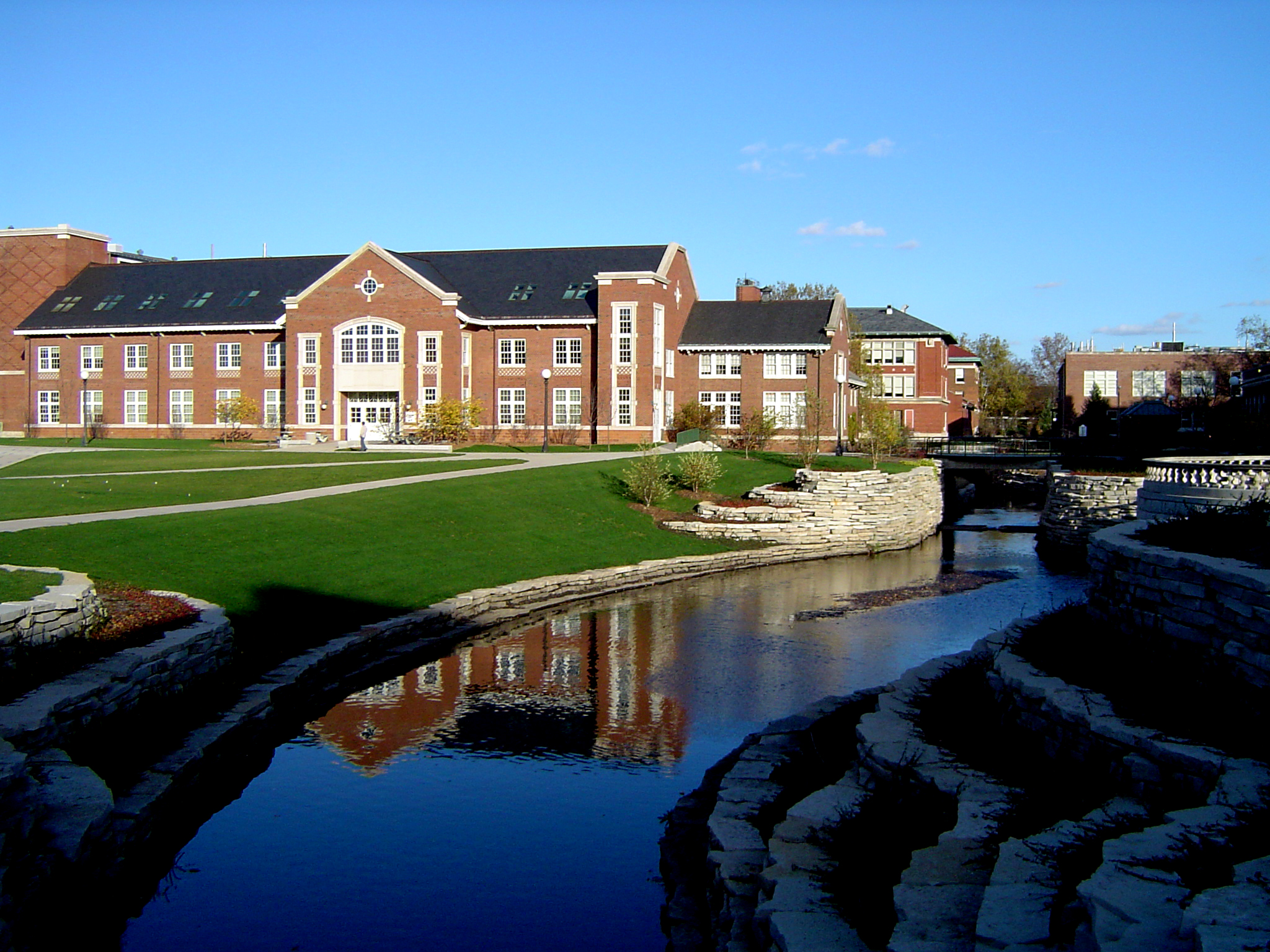

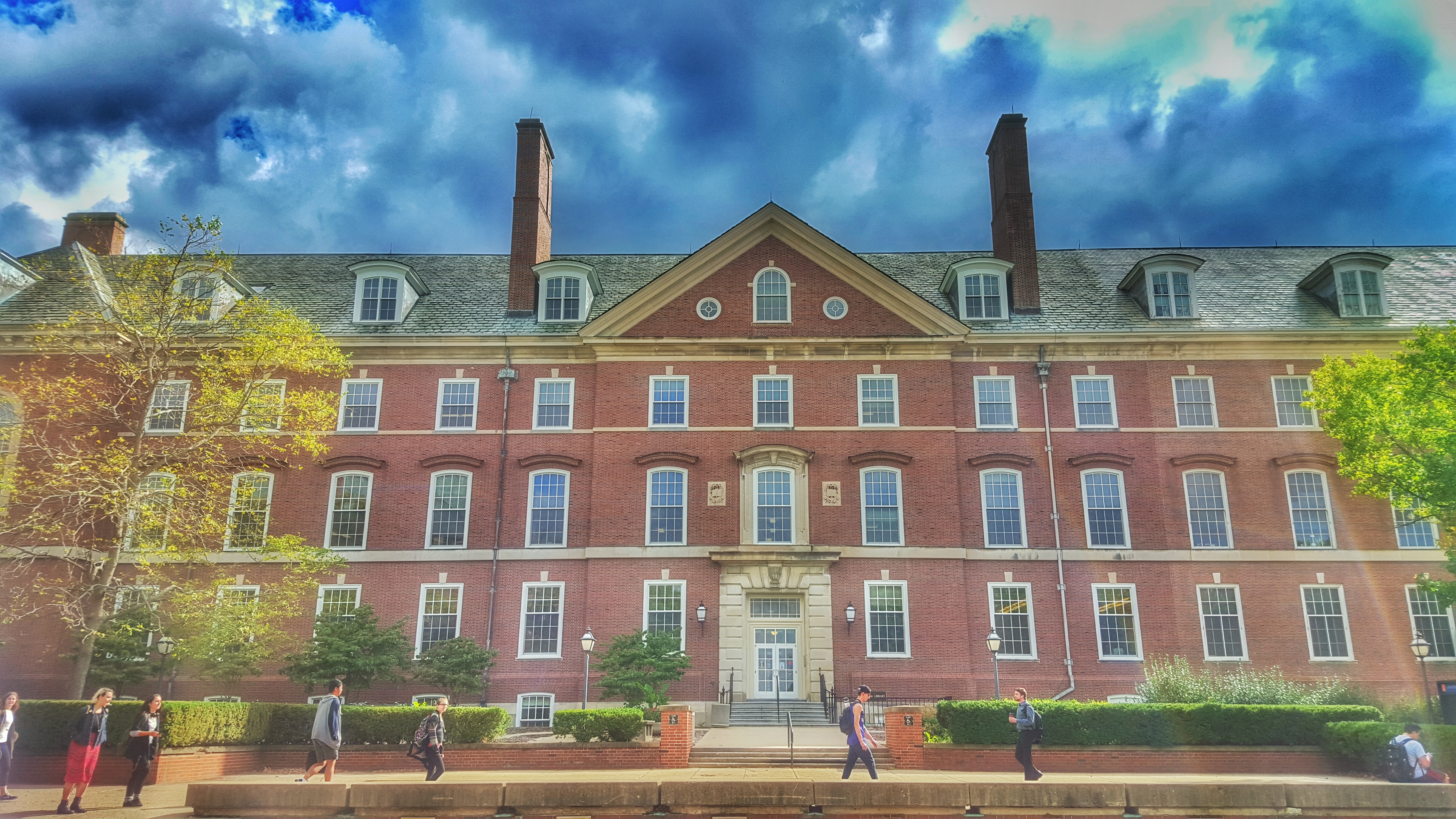

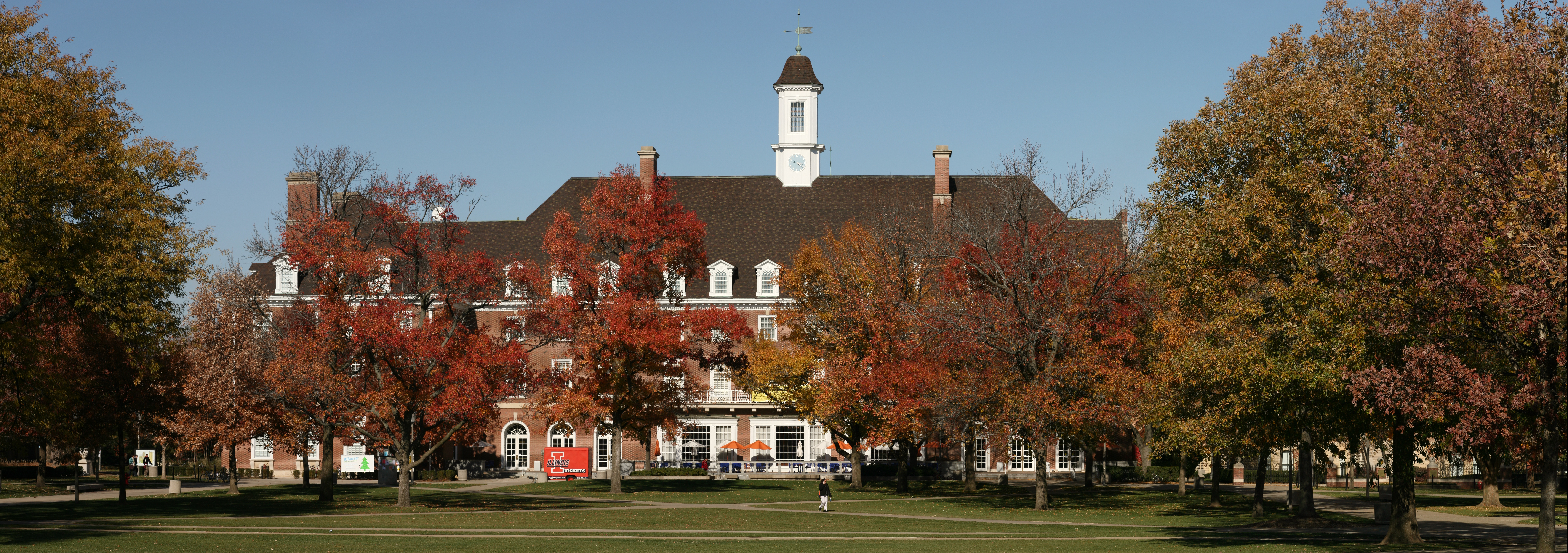

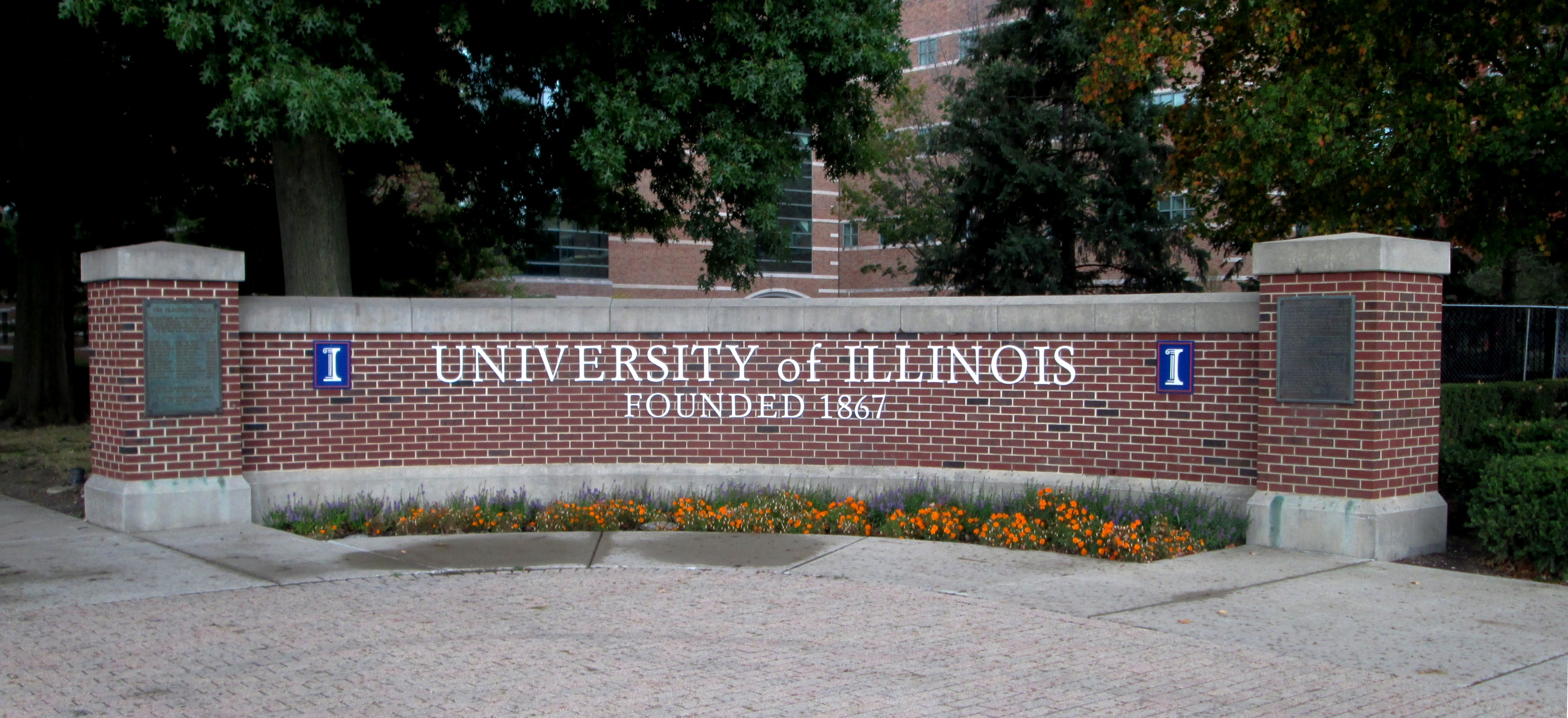

## 저명한 동문 및 교수진
2018년까지 일리노이 대학교 어배너-섐페인은 30명의 노벨상 수상자와 25명의 퓰리처상 수상자를 배출하였다. 또한 포츈 잡지가 선정한 미국의 500대 기업 중 20여 개 기업의 최고 경영자가 이 대학 출신이다. 미국에서 박사학위를 받은 국내 대학 교수들 중 특히 일리노이 대학교 어배너-섐페인 출신들이 많다.

### 노벨상 수상 동문
- 에드워드 도이지: 비타민 K의 화학적 성질에 대한 연구로 1943년 노벨 생리학·의학상 수상
- 빈센트 뒤비뇨: 폴리펩타이드 호르몬의 최초 합성으로 1955년 노벨 화학상 수상
- 로버트 W. 홀리: 운반 RNA의 구조를 밝혀내 1968년 노벨 생리학·의학상 수상
- 잭 킬비: 집적 회로(IC)를 발명해 현대 반도체 전자 산업을 일으킨 공로로 2000년 노벨 물리학상 수상
- 에드윈 G. 크레브스: 단백질의 인산화에 대한 연구로 1992년 노벨 생리학·의학상 수상
- 폴리카프 쿠시: 전자의 자기 모멘트를 정밀하게 측정하여 1955년 노벨 물리학상 수상
- 존 로버트 슈리퍼: 양자역학의 관점에서 초전도체를 설명하는 BCS 이론을 만든 공로로 1972년 노벨 물리학상 수상
- 필립 앨런 샤프: 분단 구조를 가진 유전자를 발견한 공로로 1993년 노벨 생리학·의학상 수상
- 해밀턴 O. 스미스: 제한 효소의 발견과 분자유전학에 이를 응용한 공로로 1978년 노벨 생리학·의학상 수상
- 웬들 스탠리: 담배모자이크바이러스(TMV)에서 순수 형태의 효소와 바이러스 단백질을 추출한 공로로 1946년 노벨 화학상 수상
- 로절린 서스먼 얠로: 방사성 면역측정법을 연구한 공로로 1977년 노벨 생리학·의학상 수상

### 노벨상 수상 교수진
- 존 바딘: 트랜지스터를 발명한 공로로 1956년 노벨 물리학상 수상, 그리고 초전도체 BCS 이론을 만든 공로로 1972년 노벨 물리학상 수상
- 리언 쿠퍼: 양자역학의 관점에서 초전도체를 설명하는 BCS 이론을 만든 공로로 1972년 노벨 물리학상 수상
- 일라이어스 코리: 유기합성에 대한 이론과 방법론을 연구한 공로로 1990년 노벨 화학상 수상
- 빈센트 뒤비뇨: 폴리펩타이드 호르몬의 최초 합성으로 1955년 노벨 화학상 수상
- 머리 겔만: 기묘도, 팔정도, 쿼크 등의 발견에 공헌하여 입자물리학 이론에 기여한 공로로 1969년 노벨 물리학상 수상
- 레오니트 후르비치: 유인 합치 이론을 만드는 등 메커니즘 디자인 이론에 기여한 공로로 2007년 노벨 경제학상 수상
- 폴 라우터버: 자기공명영상(MRI) 원리의 기초가 되는 중대한 발견을 한 공로로 2003년 노벨 생리학·의학상 수상
- 앤서니 레깃: 초전도체와 초유체에 대한 선구적인 연구로 2003년 노벨 물리학상 수상
- 샐버도어 루리아: 바이러스의 복제 기작과 유전적 구조를 발견한 공로로 1969년 노벨 생리학·의학상 수상
- 피터 맨스필드: 자기공명영상(MRI) 원리의 기초가 되는 중대한 발견을 한 공로로 2003년 노벨 생리학·의학상 수상
- 루돌프 마커스: 전자전달반응에 대한 이론을 성립하는데 기여한 공로로 1992년 노벨 화학상 수상
- 프란코 모디글리아니: 저축과 금융 시장에 대한 선구적인 연구로 1985년 노벨 경제학상 수상
- 앨빈 로스: 게임 이론 및 시장 설계 등의 연구로 안정적인 분배 및 시장 디자인 이론에 기여한 공로로 2012년 노벨 경제학상 수상
- 존 로버트 슈리퍼: 양자역학의 관점에서 초전도체를 설명하는 BCS 이론을 만든 공로로 1972년 노벨 물리학상 수상

### 기업인 동문
- 휴 헤프너: 플레이보이 설립자
- 스티브 천: 유튜브 공동 설립자
- 자베드 카림: 유튜브 공동 설립자
- 래리 엘리슨: 오라클 공동 설립자
- 밥 마이너: 오라클 공동 설립자
- 마틴 에버하드: 테슬라 공동 설립자
- 맥스 레브친: 페이팔 공동 설립자
- 루크 노섹: 페이팔 공동 설립자
- 마크 앤드리슨: 넷스케이프 설립자
- 브렌던 아이크: 자바스크립트 개발자 및 모질라 코퍼레이션 공동 설립자

### 정치인 동문
- 라파엘 코레아: 제91대 에콰도르 대통령
- 기오르기 크비리카슈빌리: 제12대 조지아 총리
- 피델 라모스: 제12대 필리핀 대통령
- 뤼슈롄: 제10·11대 중화민국 부총통
- 제시 잭슨: 미국 민권운동 지도자

### 문화예술인 동문
- 리안: 아카데미 감독상, 황금사자상, 황금곰상 등을 수상한 대만의 영화 감독